# Sax-Farben
Sax-Farben ist ein Schweizer Farben- und Lackhersteller mit Sitz in Schlieren. Das Unternehmen ist seit 1935 der einzige Schweizer Hersteller von Künstler-Ölfarben.

## Geschichte
Das Unternehmen wurde 1889 vom Kaufmann Jakob Sax und seiner Frau Anna Wyss als Sax-Wyss & Cie. in Basel gegründet. Es stellte Ölfarben her und handelte mit Farbpigmenten sowie Ölen.
1912 wurde das neue Domizil beim Bahnhof Urdorf im Kanton Zürich bezogen. Dort begann Jakob Sax mit der Herstellung von Zweikomponenten-Mineralfarben auf Silikatbasis. Er entwickelte mehr als ein Dutzend Patente, darunter auch eine Farbpresse zum Transport und Gebrauch von Ölfarben. Das Unternehmen betreibt den einzigen noch vorhandenen Kollergang in der Schweiz.
1935 übernahm sein Sohn Willy Sax das Unternehmen. Er ergänzte das Sortiment mit Künstler-Ölfarben nach eigenen Rezepturen. Dies machte den Markennamen Sax in Künstlerkreisen über die Schweizer Grenzen hinaus bekannt. Schon in den 1930er-Jahren begann Cuno Amiet mit Sax-Farben zu malen.
Bei einem Besuch in der Schweiz wollte der britische Staatsmann und Maler Winston Churchill 1946 seinen Farbenlieferanten persönlich kennenlernen und lud Willy Sax ins Grandhotel Dolder ein. Aus dieser Begegnung entstand eine Freundschaft mit wechselseitigen Besuchen. Austausch und Begegnungen gab es auch mit Künstlern wie Hermann Hesse und Oskar Kokoschka. Für einige Künstler wurden sogar besondere Töne gemischt, wie z. B. ein spezielles Rot-Violett für Richard Paul Lohse oder ein Königsblau für Winston Churchill.
1954 wandelte Willy Sax das Unternehmen in eine Aktiengesellschaft um. Nach dem Tod von Willy Sax übernahm 1964 seine Tochter Maja das Unternehmen.

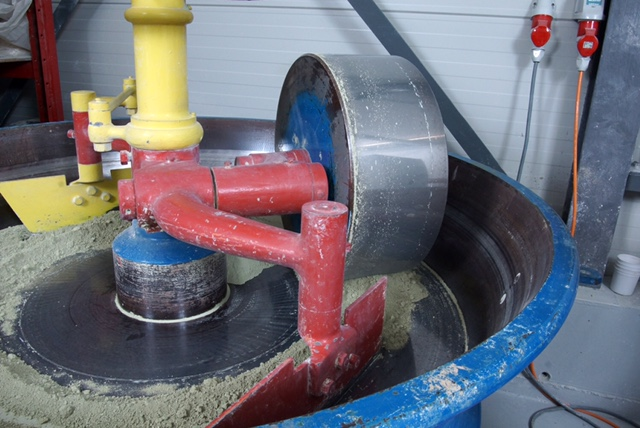
Kollergang zur Pigmentverarbeitung (2014)

1975 entwickelte Sax-Farben im eigenen Forschungslabor eine Silikonharz-Farbe, die zunächst in der Schweiz und dann europaweit eingeführt und 1977 zum Patent angemeldet wurde. Das Farbsystem «Hydrosil» ergibt nebst der ästhetischen Wirkung einen dampfoffenen Schutz von Fassaden vor Feuchtigkeit, was zur Werterhaltung der Bausubstanz führt und die Renovationszyklen verlängert. Hinzu kamen weitere Mineralfarbsysteme für die Baumalerei, was die Sax-Farben zum heute einzigen Schweizer Hersteller von Zweikomponenten-Mineralfarben macht.
Im Jahr 1975 trat André Sax, Sohn von Maja Sax, in das Unternehmen ein. Er übernahm 1996 die Geschäftsleitung und führt das Familienunternehmen in vierter Generation weiter.
Die Innensilikatfarbe „KaliSan“ von Sax wurde 2005 als erste Schweizer Farbe mit dem natureplus-Umweltgütesiegel ausgezeichnet. Das Unternehmen ist auch ein langjähriger Anbieter im Bereich der Restauration historischer Bauten. Sax-Farben richtete 2011 und 2012 zwei Tagungen zum Denkmalschutz aus, die u. a. von Mitarbeitern der Baudirektion des Kantons Zürich besucht wurden. Für die Restaurierung der Nikolaikirche Potsdam wurden die Kalkfarben für den denkmalgerechten Anstrich bei Sax-Farben in der Schweiz gemischt.